# Sindicalismo agrícola
Sindicalismo agrícola foi um movimento, antecessor do actual cooperativismo e em geral associado à criação de caixas de crédito agrícola mútuo, inspirado a partir da Alemanha pela acção de Friedrich Wilhelm Raiffeisen. Em Portugal e Espanha teve grande desenvolvimento o sindicalismo agrícola católico, apoiado pelo clero e pelas estruturas paroquiais da Igreja Católica Romana.

## Enquadramento legal e extinção
Os sindicatos agrícolas eram associação locais, fundadas por agricultores e indivíduos que exerciam profissões correlativas à agricultura e tinham por fim principal defender e promover tudo quanto importava aos interesses agrícolas locais e aos particulares dos associados.
As normas para a sua criação e funcionamento, são primeiramente expressas através do Decreto de 5 de Julho de 1894, o qual  regulava a criação dos sindicatos agrícolas e tinha como referência explícita o caso francês. A referida lei foi o resultado das propostas de Dinis Moreira da Mota e Augusto César Barjona de Freitas, apresentadas na Câmara dos Deputados no início de 1894. O regime legal dos sindicatos agrícolas foi depois alargado pela Carta de Lei de 3 de Abril de 1896, publicada no Diário do Governo n.º 77, de 8 de Abril de 1896, sendo, contudo depois, ao longo dos anos, alvo de novas regulamentações, com relevo para a Lei n.º 215, de 30 de Junho de 1914, e para a Lei n.º 224, da mesma data, e para os Decretos n.º 4022, de 29 de Março de 1918, n.º 4249, de 8 de Maio de 1918, e n.º 5219, de 8 de Janeiro de 1919. Este último diploma estabeleceu as bases do regime jurídico do crédito agrícola mútuo e das caixas de crédito agrícola.
Pela Portaria n.º 1832, de 11 de Junho de 1919, foram mandados publicar os modelos de estatutos e instruções para a organização dos Sindicatos Agrícolas, dos Sindicatos de Pecuária e das respectivas Uniões ou Federações.
Na sequência dessa legislação, surgiram por todo o país sindicatos agrícolas, os quais subsistiram até à implantação do sistema corporativo do Estado Novo, sendo então transformados em cooperativas ou incorporados nos grémios da lavoura.
A incorporação dos sindicatos agrícolas nos grémios da lavoura resultou da Base XI da Lei n.º 1957, de 20 de Maio de 1937, que estabelece as bases para a organização corporativa da agricultura, a qual determinou que os sindicatos agrícolas deviam «integrar-se na organização corporativa da produção agrícola pela forma que for estabelecida, podendo continuar a regular-se pela legislação em vigor sobre sindicatos agrícolas que não contrarie os preceitos do Estatuto do Trabalho Nacional». Os sindicatos de freguesia que subsistissem deviam adoptar a denominação de Casas da Lavoura e ter as atribuições que recebessem por delegação dos Grémios. Estas disposições foram complementadas pelo artigo 9.º do Decreto-Lei n.º 29243, de 8 de Dezembro de 1938, que concede aos Grémios da Lavoura os direitos e regalias que pela legislação vigente eram concedidos aos sindicatos agrícolas, afirmando no seu preâmbulo ser conveniente que «devendo integrar-se nos Grémios os sindicatos agrícolas existentes, se não mantenham e fortaleçam as possibilidades de prestação de serviços destes organismos».
A forma de extinção dos sindicatos agrícolas, ou da sua transformação em cooperativas, neste caso desde que a sua actividade não conflituasse com os objectivos dos correspondentes grémios da lavoura, foi regulada pelos artigos 47.º e 48.º do Decreto n.º 29494, de 22 de Março de 1939.
Depois de uma prorrogação, concedida pelo Decreto n.º 30425, de 7 de Maio de 1940, o prazo final de liquidação dos sindicatos agrícolas terminou a 30 de Junho de 1943, seguindo-se a dissolução judicial e liquidação daqueles sindicatos que naquela data não estivessem integrados na estrutura corporativa ou não fossem já cooperativas.